# كريس كيلي (سياسي)
كريس كيلي (بالإنجليزية: Chris Kelly)‏ هو محامي وسياسي أمريكي، ولد في 22 أكتوبر 1946 بباتافيا في الولايات المتحدة. حزبياً، نشط في الحزب الديمقراطي. وقد انتخب عضو مجلس نواب ولاية ميسوري.